# Западный проход
За́падный прохо́д (Броутона проход, кор. 서수로, 부산해협 Пусан хэхёп — «Пусанский пролив», яп. 朝鮮海峡 Тё: сэн кайкё: — «Корейский пролив») — северо-западный проход Корейского пролива между юго-восточным побережьем Корейского полуострова и островами Цусима. Соединяет Японское и Восточно-Китайское моря. Ширина 52 километра, глубина 56—184 метров, в узком жёлобе достигает 230 метров. Течения в основном северо-восточного направления, их скорость около 1,0 км/ч. У северо-восточного берега течения обратного направления. В Западный проход впадает большая судоходная река Республики Корея Нактонган, близ устья которой расположен на берегу Западного прохода крупный порт Пусан.